# Carolina Albuquerque
Carolina Demartini Albuquerque née le 25 juillet 1977 à Porto Alegre, est une joueuse brésilienne de volley-ball évoluant au poste de passeuse. Elle totalise 48 sélections en équipe du Brésil.

## Biographie
Avec l'équipe du Brésil de volley-ball féminin, elle est médaillée d'or olympique en 2008 à Pékin.

## Clubs
| Club                   | De        | À         |
| ---------------------- | --------- | --------- |
| EC Pinheiros           | 1995-1996 | 1999-2000 |
| Grêmio de Vôlei Osasco | 2000-2001 | 2001-2002 |
| Macaé Sports           | 2002-2003 | 2002-2003 |
| Grêmio de Vôlei Osasco | 2004-2005 | 2005-2006 |
| Macaé Sports           | 2006-2007 | 2006-2007 |
| Osasco Voleibol Clube  | 2007-2008 | 2010-2011 |
| Vóley Murcia           | 2012-2012 | 2012-2012 |
| Sesi-SP                | 2012-2013 | 2014-2015 |
| Osasco Voleibol Clube  | 2016-2017 | 2018-2019 |
| PAOK Salonique         | 2019-2020 | …         |

## Palmarès

### Équipe nationale
- Jeux olympiques (1)
  -  2008 à Pékin.
- Championnat du monde 
  - Finaliste : 2006
- Coupe du monde
  - Finaliste : 2007
- World Grand Champions Cup (1)
  - Vainqueur : 2005
- Grand Prix Mondial (3)
  - Vainqueur : 2005, 2006, 2008
  - Finaliste : 1999
- Championnat d'Amérique du Sud
  - Vainqueur : 2005.
- Jeux Panaméricains
  - Finaliste : 2007.

### Clubs
- Championnat du Brésil
  - Vainqueur : 2005, 2010.
  - Finaliste : 2002, 2006, 2008, 2009, 2011, 2014, 2017.
- Coupe du Brésil
  - Vainqueur : 2008, 2018.
  - Finaliste : 2007, 2014, 2015.
- Championnat sud-américain des clubs
  - Vainqueur : 2009, 2010, 2014.
- Supercoupe du Brésil
  - Finaliste : 2018.

### Distinctions individuelles
- Championnat d'Amérique du Sud de volley-ball féminin 2005: Meilleure passeuse.
- Championnat sud-américain des clubs de volley-ball féminin 2009: Meilleure passeuse.
- Championnat sud-américain des clubs de volley-ball féminin 2010: Meilleure passeuse.
- Championnat du monde des clubs de volley-ball féminin 2010: Meilleure passeuse.